# Bubble Shooter
Bubble Shooter (укр. Бульбашковий шутер) — аркадна відеогра 2002 року, розроблена та випущена українською студією Absolutist, яка доступна для iOS, Android, MacOS та у соціальній мережі Facebook.

## Ігровий процес
Мета гри — очистити ігрове поле, формуючи групи з трьох і більше кульок одного кольору. Гра закінчується, коли кульки досягають нижньої лінії екрана. Чим більше кульок знищено за один постріл, тим більше набраних очок. Гравець перемагає, коли на ігровому полі не залишається жодної кульки.
Існує 4 рівні складності: Простий, Новачок, Експерт, Майстер. Два режими підрахунку очок: Класичний, Снайпер. Класичний режим передбачає повільний темп гри без обмежень за часом та кількістю пострілів. Мета снайперського режиму - очистити ігрове поле за мінімальну кількість пострілів.

### Режими гри
- Стратегія — обмеження пострілів
- Аркада — без обмеження часу

## Виробництво

### Мобільні платформи
Гра була портована на iOS у 2010 році, а у 2012 році — на Android.

## Права
Права на гру Bubble Shooter та інтелектуальну власність на неї належать компанії Ilyon Dynamics після того, як вони були придбані у компанії Absolutist, яка випустила оригінальну гру у 2002 році. У 2015 році Absolutist продала права на Bubble Shooter компанії Ilyon Dynamics LTD, яка розширила бренд на мобільні пристрої та нові платформи, такі як Facebook Messenger та мобільна кіберспортивна платформа Skillz.